# Ройтте
Ройтте (нім. Reutte) — ярмаркова громада округу Ройтте у землі Тіроль, Австрія.
Ройтте лежить на висоті  853 м над рівнем моря і займає площу  100,9 км². Громада налічує 6054 мешканців. 
Густота населення 60/км².  
Біля міста розміщено один з найбільших середньовічних фортифікаційних комплексів Центральної Європи - Замок Еренберґ.

## Клімат
Ройтте лежить у зоні морського клімату. Найтепліший місяць — липень із середньою температурою 15.2 °C (59.4 °F). Найхолодніший місяць — січень, із середньою температурою -2.6 °С (27.3 °F).
| Клімат Ройтте           | Клімат Ройтте | Клімат Ройтте | Клімат Ройтте | Клімат Ройтте | Клімат Ройтте | Клімат Ройтте | Клімат Ройтте | Клімат Ройтте | Клімат Ройтте | Клімат Ройтте | Клімат Ройтте | Клімат Ройтте | Клімат Ройтте |
| Показник                | Січ.          | Лют.          | Бер.          | Квіт.         | Трав.         | Черв.         | Лип.          | Серп.         | Вер.          | Жовт.         | Лист.         | Груд.         | Рік           |
| Абсолютний максимум, °C | 18            | 18,1          | 23            | 25            | 29            | 33,8          | 35,1          | 32,5          | 30            | 26            | 22,9          | 18,7          | 35,1          |
| Середній максимум, °C   | 2,2           | 4,6           | 8,2           | 11,6          | 16,8          | 19,4          | 21,8          | 21,5          | 18,2          | 13,8          | 6,3           | 2,5           | 12,2          |
| Середня температура, °C | −2,6          | −1,6          | 1,7           | 5,1           | 10,2          | 13,1          | 15,2          | 14,7          | 11,3          | 7             | 1,2           | −1,7          | 6,1           |
| Середній мінімум, °C    | −6,2          | −5,6          | −2,6          | 0,4           | 4,8           | 7,9           | 10            | 9,8           | 6,7           | 2,8           | −2,2          | −4,9          | 1,7           |
| Абсолютний мінімум, °C  | −25,4         | −20,8         | −23           | −9            | −4            | −2            | 2             | 1,6           | −3            | −8,5          | −18,1         | −22           | −25,4         |
| Норма опадів, мм        | 75.9          | 77.1          | 92.5          | 95.1          | 121.9         | 176.5         | 185.7         | 170.2         | 111.5         | 85.9          | 98.4          | 85.4          | 1376.1        |
| Днів з опадами          | 3,4           | 4,2           | 5,5           | 3,7           | 21,3          | 10,8          | 10,6          | 8,3           | 6,2           | 5             | 4,9           | 3,5           | 87,4          |
| ----------------------- | ------------- | ------------- | ------------- | ------------- | ------------- | ------------- | ------------- | ------------- | ------------- | ------------- | ------------- | ------------- | ------------- |
| Джерело: Weatherbase    |               |               |               |               |               |               |               |               |               |               |               |               |               |

|                                 |
| Ройтте на мапі округу та землі. |

Адреса управління громади: Obermarkt 1, 6600 Reutte.

## Демографія
Історична динаміка населення міста за даними сайту Statistik Austria

## Галерея

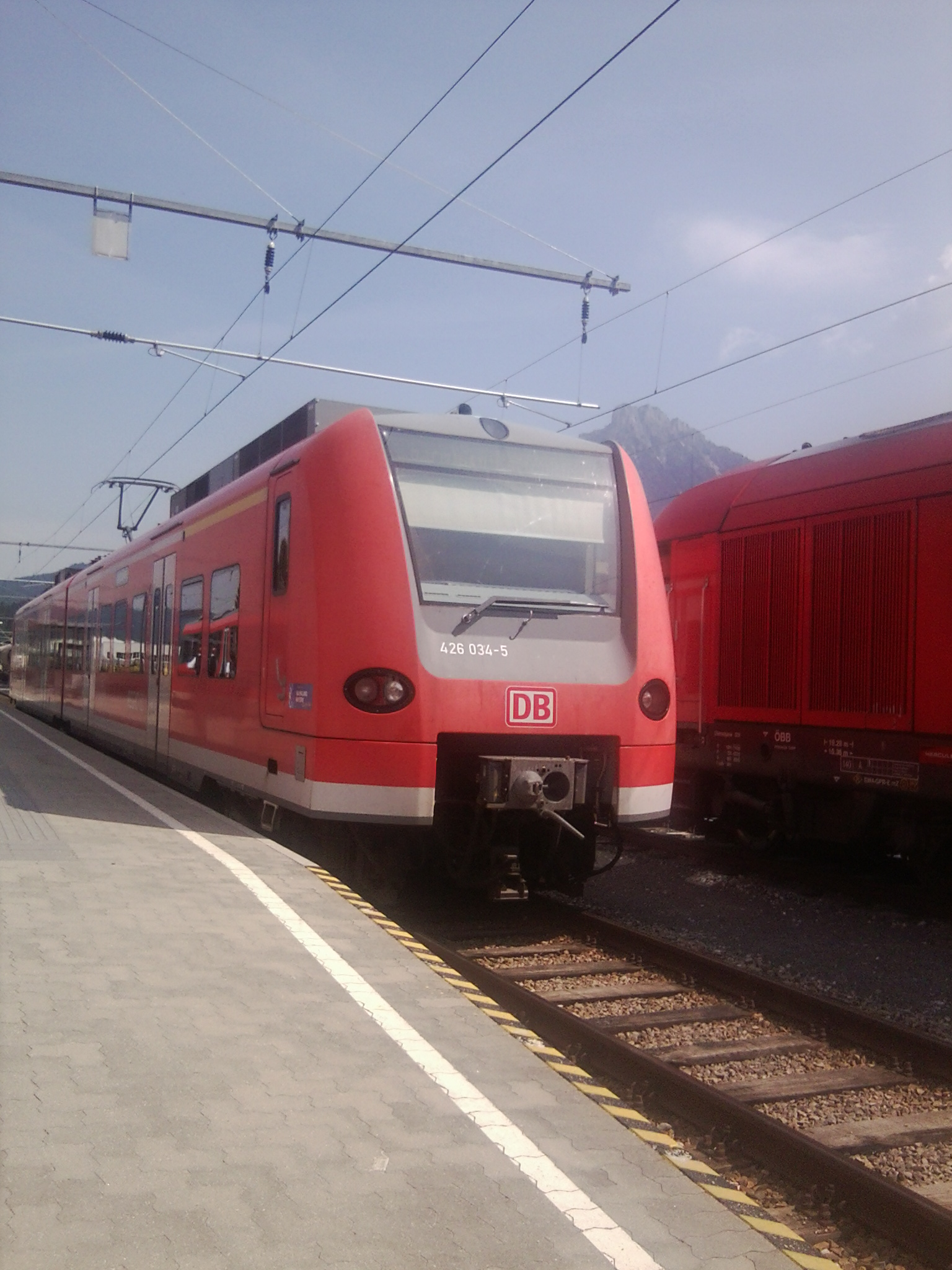
Потяг на Гарміш-Партенкірхен
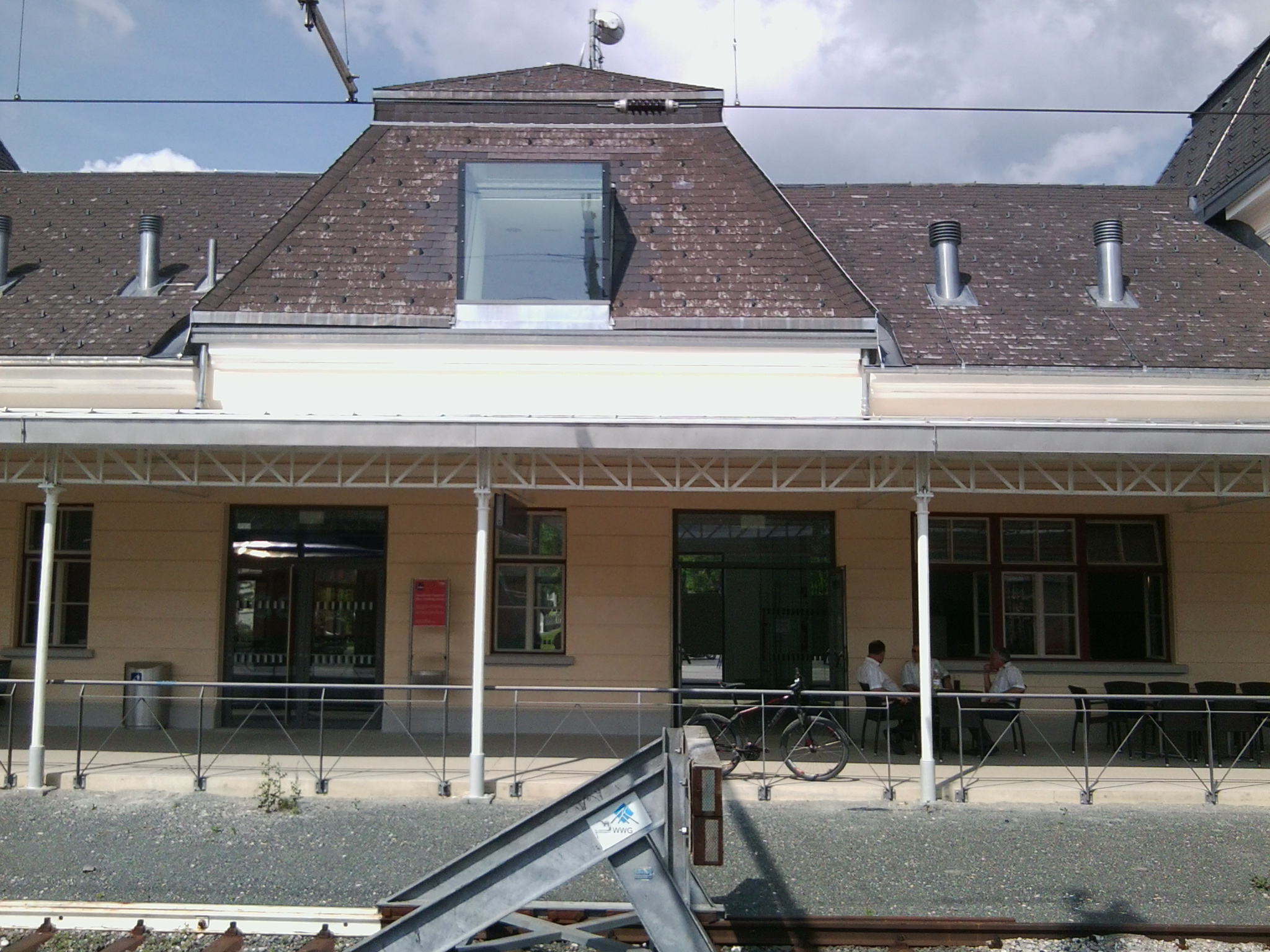
Залізнична станція
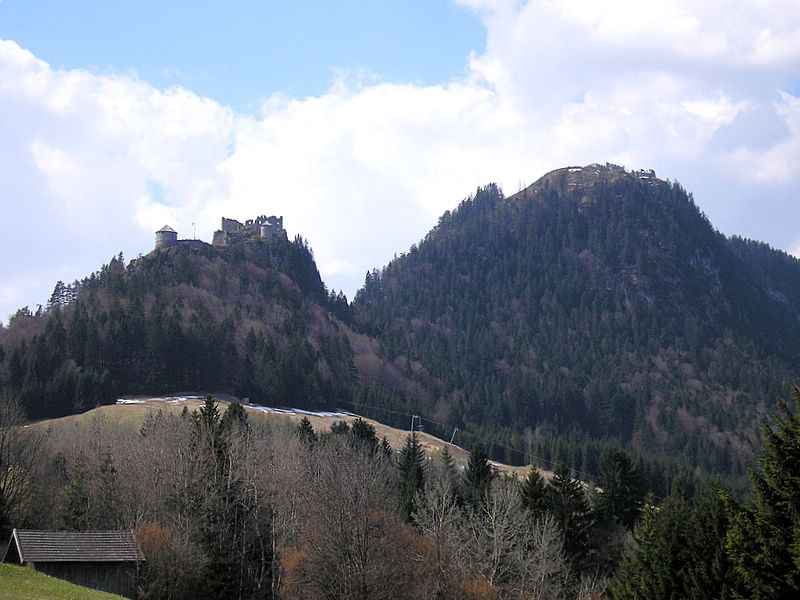
Замок Еренберґ

## Виноски
1. ↑  Dauersiedlungsraum der Gemeinden Politischen Bezirke und Bundesländer - Gebietsstand 1.1.2018 — Статистичне управління Австрії.
2. ↑  https://www.statistik.at/blickgem/blick1/g70828.pdf
3. ↑   www.reutte.at
4. ↑  Клімат Ройтте
5. ↑  Gemeindedaten von Reutte

| Австрія | Це незавершена стаття з географії Австрії. Ви можете допомогти проєкту, виправивши або дописавши її. |